# Sender Waldenburg-Friedrichsberg
Der Sender Waldenburg-Friedrichsberg ist eine Sendeanlage des Südwestrundfunks für UKW-Hörfunk und Fernsehen auf dem Friedrichsberg östlich von Waldenburg. Als Antennenträger wird ein 150 Meter hoher Stahlbeton- und Stahlgitterturm verwendet. Er ersetzt seit 2009 den inzwischen zum Wasserturm zurückgebauten Fernsehturm Waldenburg.

## Baugeschichte
Der 90 Meter hohe Stahlbetonschaft mit einem aufgesetzten 44 Meter hohen Stahlgittermast wurde von September 2006 bis September 2007 von dem Bauunternehmen Züblin erstellt. Im Anschluss wurde bis Mai 2008 das Betriebsgebäude gebaut. Mit dem Aufsetzen des 16 Meter hohen GFK-Zylinders mit den Fernsehantennen am 9. Juli 2008 erreichte der Turm seine Gesamthöhe von 150 Metern. Die Installation der Sendertechnik erfolgte im Sommer 2008. Mit Inbetriebnahme des neuen Senderstandorts am 5. November 2008 wurde zugleich DVB-T in der Region Hohenlohe eingeführt.
Der ursprünglich für Herbst 2005 geplante Baubeginn war durch Einsprüche von Einwohnern und der Nachbargemeinde Kupferzell verzögert worden. Die Einsprüche bezüglich der gesundheitlichen Aspekte wurden abgewiesen.

Bilder des Baufortschritts
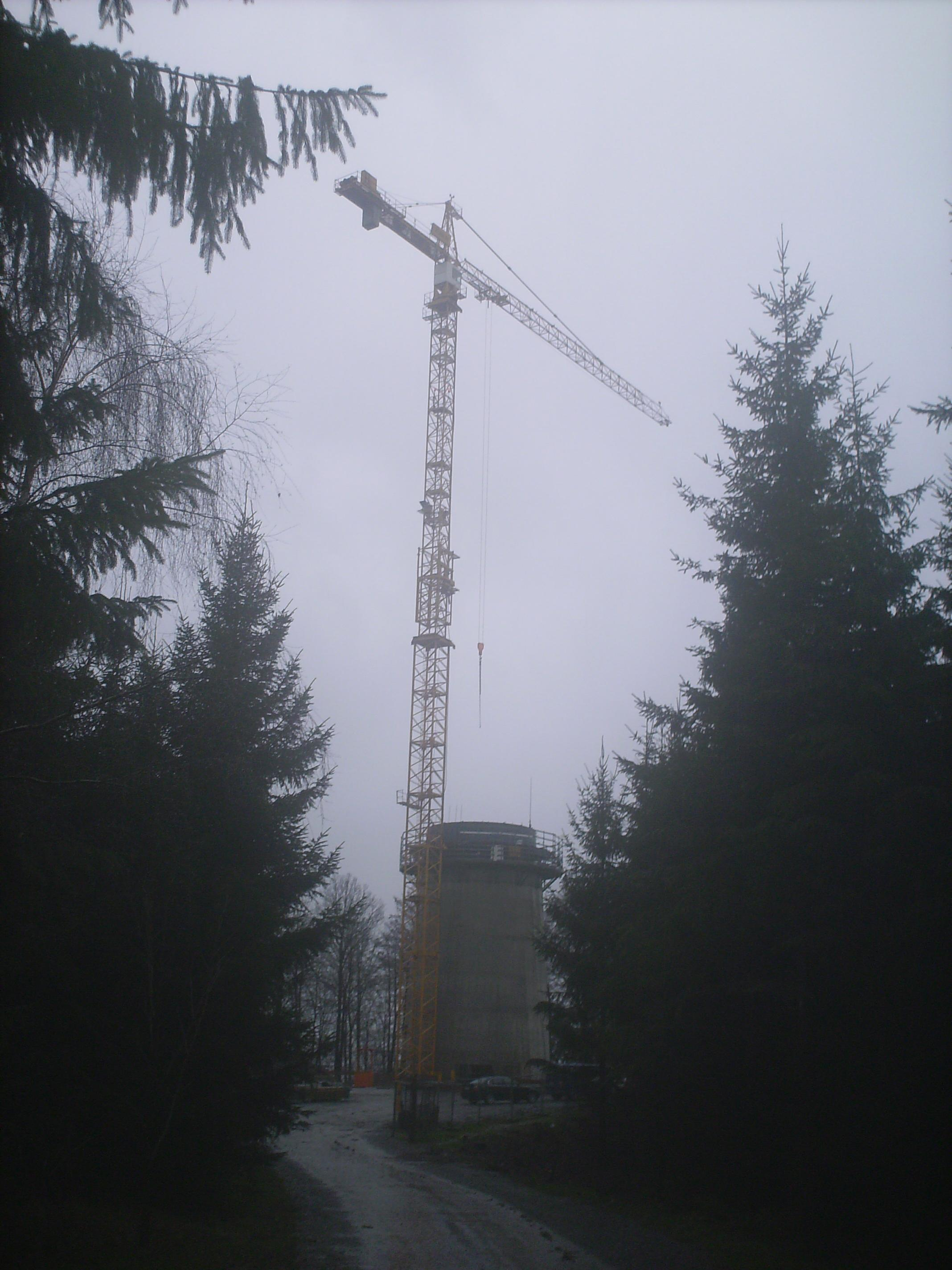
Turm-Baustelle am 16. Dezember 2006
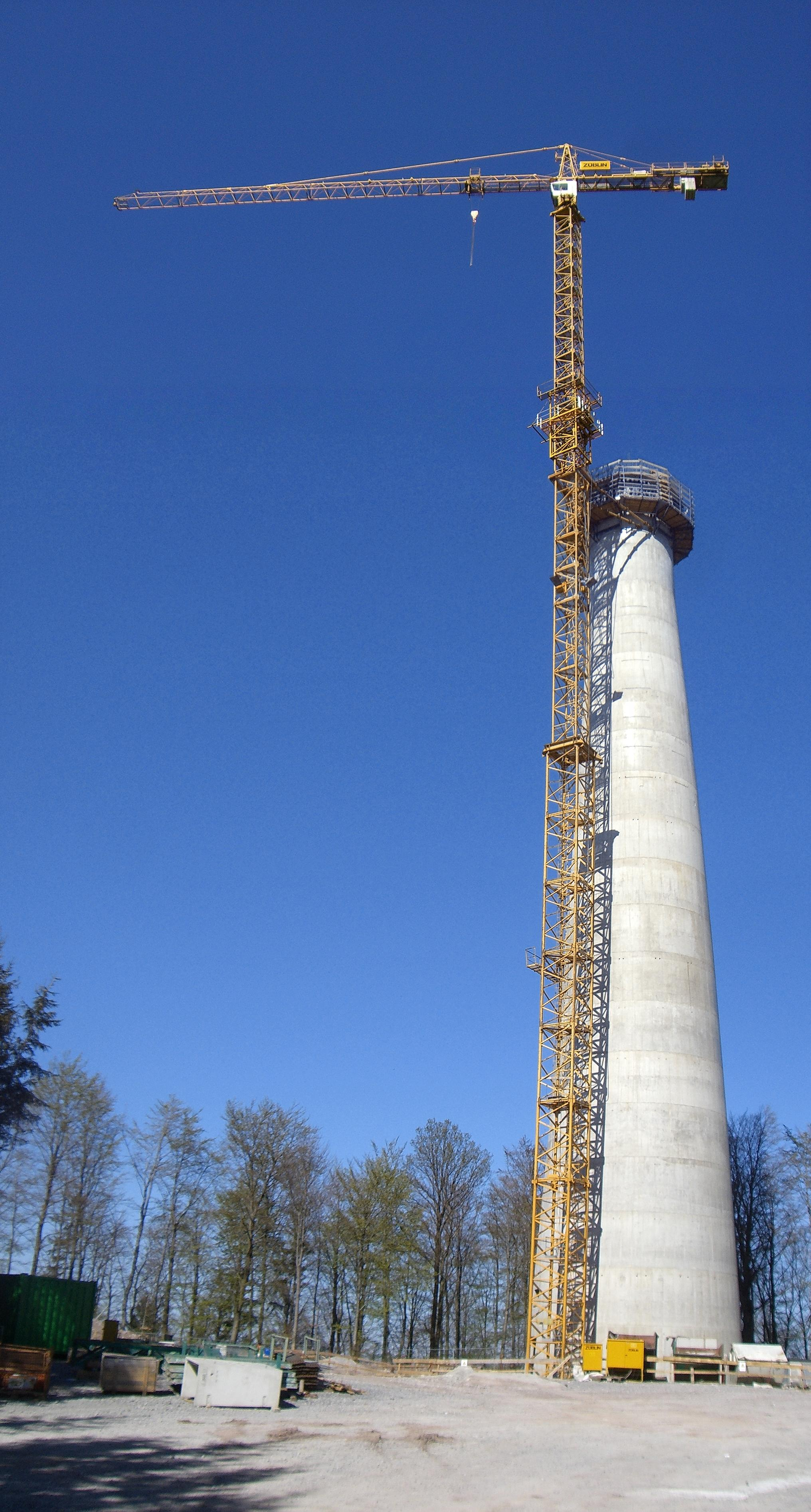
Turm-Baustelle am 15. April 2007
Der Sendeturm im Bau am 15. August 2007, gesehen von Neu-Kupfer
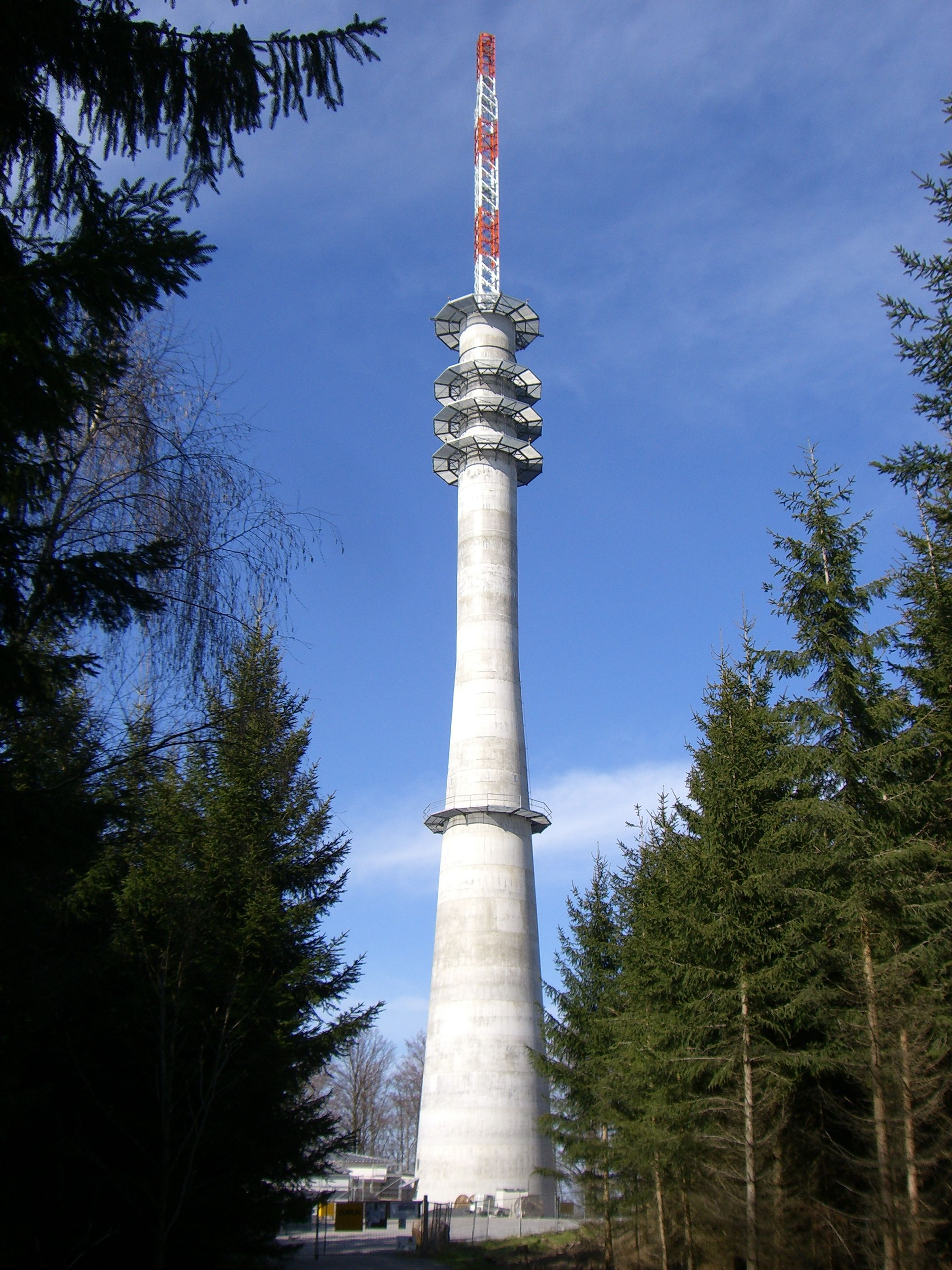
Der Sendeturm im Bau am 20. April 2008
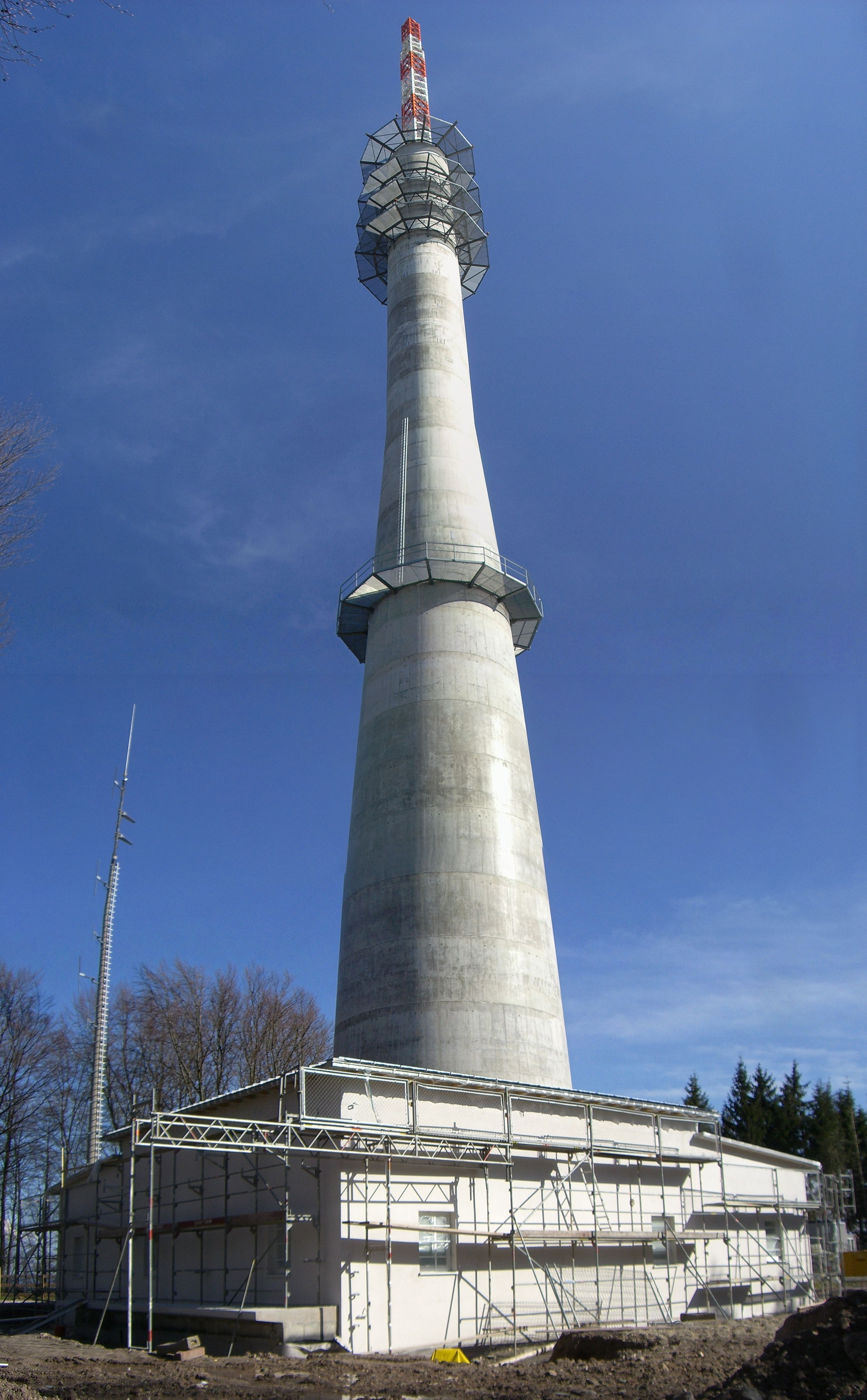
Turmbaustelle mit Betriebsgebäude (20. April 2008), noch ohne GFK-Mastspitze

## Frequenzen und Programme

### Analoges Radio (UKW)
Beim Antennendiagramm sind im Falle gerichteter Strahlung die Hauptstrahlrichtungen in Grad angegeben.
Das Versorgungsgebiet des Senders umfasst hauptsächlich die Landkreise Heilbronn, Hohenlohekreis und Schwäbisch Hall. Aber auch im bayerischen Mittelfranken sowie an den Westhängen des Oberpfälzer Jura sowie in Teilen von Ostwürttemberg sind die UKW-Programme gut zu empfangen.
| Frequenz (MHz) | Programm                | RDS-PS   | RDS-PI | Regionalisierung  | ERP (kW) | Antennendiagramm rund (ND), gerichtet (D) | Polarisation horizontal (H), vertikal (V) |
| -------------- | ----------------------- | -------- | ------ | ----------------- | -------- | ----------------------------------------- | ----------------------------------------- |
| 98,8           | SWR1 Baden-Württemberg  | SWR1_BW_ | D301   | –                 | 100      | ND                                        | H                                         |
| 93,8           | SWR Kultur              | SWR_Kult | D3A2   | Baden-Württemberg | 100      | ND                                        | H                                         |
| 96,5           | SWR3                    | __SWR3__ | D3A3   | Württemberg       | 100      | ND                                        | H                                         |
| 106,6          | SWR 4 Baden-Württemberg | SWR4_HN_ | DD04   | Franken Radio     | 50       | ND                                        | H                                         |

### Digitales Radio (DAB/DAB+)
DAB wird in vertikaler Polarisation und im Gleichwellenbetrieb (SFN) mit anderen Sendern ausgestrahlt. Bis 19. Januar 2012 wurden auf DAB-Kanal 12B die Radioprogramme des SWR gesendet. Aufgrund des Neustart des Digitalradio wurde ein Kanalwechsel vollzogen.
| Block                  | Programme (Datendienste) | ERP (kW) | Antennen- diagramm rund (ND), gerichtet (D) | Polarisation horizontal (H)/ vertikal (V) | Gleichwellennetz (SFN) |
| ---------------------- | --- | -------- | ------------------------------------------- | ----------------------------------------- | --- |
| 9D SWR BW N (D__00234) | DAB+ Block des SWR - SWR1 BW (112 kbps) - SWR Kultur (128 kbps) - SWR3 (Rheinland bis Bodensee) (112 kbps) - SWR4 HN (Studio Heilbronn) (112 kbps) - SWR4 KA (Studio Karlsruhe) (112 kbps) - SWR4 MA (Studio Mannheim) (112 kbps) - SWR4 S (Studio Stuttgart) (112 kbps) - SWR4 UL (Studio Ulm) (112 kbps) - SWR Aktuell (72 kbps) - DASDING (112 kbps) - EPG (24 kbps) - TPEG (16 kbps) | 10       | ND                                          | V                                         | Aalen, Baden-Baden (Merkur), Bad Mergentheim (Am Kettenwald), Buchen (Odenwald), Ettlingen (Wattkopf), Hardberg, Heidelberg (Königstuhl), Heidenheim-Osterholz, Heilbronn (Weinsberg), Herbrechtingen, Langenbrand, Mannheim-Oststadt, Mühlacker, Murgtal (Draberg), Geislingen (Oberböhringen), Schwäbisch Gmünd, Stuttgart (Fernsehturm), Stuttgart (Funkhaus), Waldenburg (Friedrichsberg), Wertheim |

### Digitales Fernsehen (DVB-T)
Die nachfolgenden DVB-T-Ausstrahlungen wurden bis 24. Oktober 2018 im Gleichwellenbetrieb (SFN) mit anderen Sendestandorten ausgestrahlt.
| Kanal | Frequenz (MHz) | Multiplex                            | Programme im Multiplex                                                                                                   | ERP (kW) | Antennendiagramm rund (ND), gerichtet (D) | Polarisation horizontal (H), vertikal (V) | Modulations- verfahren | FEC | Guard- intervall | Bitrate (Mbit/s) | SFN                                                       |
| ----- | -------------- | ------------------------------------ | --- | -------- | ----------------------------------------- | ----------------------------------------- | ---------------------- | --- | ---------------- | ---------------- | --------------------------------------------------------- |
| 26    | 514            | ARD Digital (SWR)                    | - Das Erste (SWR) - arte - Phoenix - One                                                                                 | 50       | ND                                        | H                                         | 16-QAM (8-k-Modus)     | 2/3 | 1/4              | 13,27            | Heilbronn (Weinsberg), Bad Mergentheim, Waldenburg        |
| 50    | 706            | ARD regional (SWR) Baden-Württemberg | - SWR Fernsehen Baden-Württemberg - hr-fernsehen - Bayerisches Fernsehen Süd (Schwaben/Altbayern) - WDR Fernsehen (Köln) | 50       | ND                                        | H                                         | 16-QAM (8-k-Modus)     | 2/3 | 1/4              | 13,27            | Aalen, Heilbronn (Weinsberg), Bad Mergentheim, Waldenburg |
| 23    | 490            | ZDFmobil                             | - ZDF - 3sat - ZDFinfo - KiKA/ZDFneo                                                                                     | 50       | ND                                        | H                                         | 16-QAM (8-k-Modus)     | 2/3 | 1/4              | 13,27            | Aalen, Heilbronn (Weinsberg), Bad Mergentheim, Waldenburg |

### Digitales Fernsehen (DVB-T2)
Seit dem 24. Oktober 2018 werden die folgenden DVB-T2-Ausstrahlungen durchgeführt:
| Kanal | Frequenz (MHz) | Multiplex        | Programme im Multiplex | ERP (kW) | Antennen- diagramm rund (ND)/ gerichtet (D) | Polarisation horizontal (H)/ vertikal (V) | Modulations- verfahren | FEC | Guard- intervall | Bitrate (Mbit/s) | Gleichwellennetz (SFN)                                                                                 |
| ----- | -------------- | ---------------- | --- | -------- | ------------------------------------------- | ----------------------------------------- | ---------------------- | --- | ---------------- | ---------------- | --- |
| 23    | 490            | ZDFmobil-Bouquet | - ZDF HD - 3sat HD - ZDFinfo HD - ZDFneo HD - Ki.Ka HD | 50       | ND                                          | H                                         | 64-QAM                 | 3/5 | 19/128           | ?                | Stuttgart-Frauenkopf, Waldenburg-Friedrichsberg, Aalen, Heilbronn-Weinsberg, Reutlingen Scheibengipfel |
| 28    | 530            | SWR-BW           | - SWR Fernsehen Baden-Württemberg HD - SWR Fernsehen Rheinland-Pfalz HD - hr-fernsehen HD - BR Fernsehen (Schwaben/Altbayern) HD - WDR Fernsehen (Köln) HD | 50       | ND                                          | H                                         | 64-QAM                 | 3/5 | 19/256           | 24,5             | Stuttgart-Frauenkopf, Waldenburg-Friedrichsberg, Aalen, Heilbronn-Weinsberg, Reutlingen Scheibengipfel |
| 32    | 562            | ARD-SWR          | - Das Erste (SWR) HD - Arte HD - Phoenix HD - One HD - Tagesschau24 HD                                                                                     | 50       | ND                                          | H                                         | 64-QAM                 | 3/5 | 19/256           | 24,5             | Stuttgart-Frauenkopf, Waldenburg-Friedrichsberg, Aalen, Heilbronn-Weinsberg, Reutlingen Scheibengipfel |